# Guardavalle
Guardavalle é uma comuna italiana da região da Calábria, província de Catanzaro, com cerca de 5.290 habitantes. Estende-se por uma área de 60 km², tendo uma densidade populacional de 88 hab/km². Faz fronteira com Bivongi (RC), Brognaturo (VV), Monasterace (RC), Santa Caterina dello Ionio, Stilo (RC).

## Demografia
| Variação demográfica do município entre 1861 e 2011                               |
|                                                                                   |
| Fonte: Istituto Nazionale di Statistica (ISTAT) - Elaboração gráfica da Wikipedia |